# The Little Match Seller
The Little Match Seller je britský krátký němý film z roku 1902 režírovaný Jamesem Williamsonem, vyprávějící příběh Hanse Christiana Andersena o životě a tragické smrti děvčátka se sirkami.

## Děj
Je zima, poslední den roku. Děvčátko se snaží prodat kolemjdoucím na ulici sirky, ale nikdo si je od ní nechce koupit. Posadí se, škrtne sirkou a vidí obraz hořícího krbu. Škrtne podruhé a vidí prostřený stůl. Škrtne potřetí a vidí nastrojený vánoční stromek. Škrtne počtvrté a vidí svou zesnulou babičku. Vzápětí dívka umírá a anděl si odnáší její duši do nebe. Její tělo najde kolemjdoucí strážník.